# Antonia Arslan
Antonia Arslan (ur. w 1938 w Padwie) − włoska pisarka pochodzenia ormiańskiego.
Ukończyła studia archeologiczne. Wykładała literaturę włoską na Uniwersytecie w Padwie. Jest autorką opracowań naukowych dotyczących powieściopisarstwa. Tłumaczyła poezje Daniela Varujana. Opublikowała materiały dotyczące ludobójstwa Ormian w czasie I wojny światowej oraz świadectwa uchodźców, którzy znaleźli schronienie we Włoszech.
W 2004 opublikowała pierwszą powieść La Masseria delle allodole, którą w 2007 przenieśli na duży ekran bracia Taviani (Farma skowronków, 2007). Kolejną powieścią była La strada di Smirne w 2009.
W 2004 Arslan otrzymała nagrodę Premio Stresa di Narrativa.